# Doge de Venise
Le doge de Venise  (vénitien : Doxe de Venexia [ˈdoze de veˈnɛsja], italien : Doge di Venezia [ˈdɔːdʒe di veˈnɛttsja], dérivant tous les deux du latin dūx, « chef militaire ») était le magistrat en chef et le dirigeant de la république de Venise entre 726 et 1797. Il incarne de manière symbolique le bon fonctionnement de l'État. Il était appelé « Mon seigneur le Doge » (Monsignor el Doxe), Prince sérénissime  (Serenissimo Principe) ou « Sa Sérénité » (Sua Serenità).

## Élection

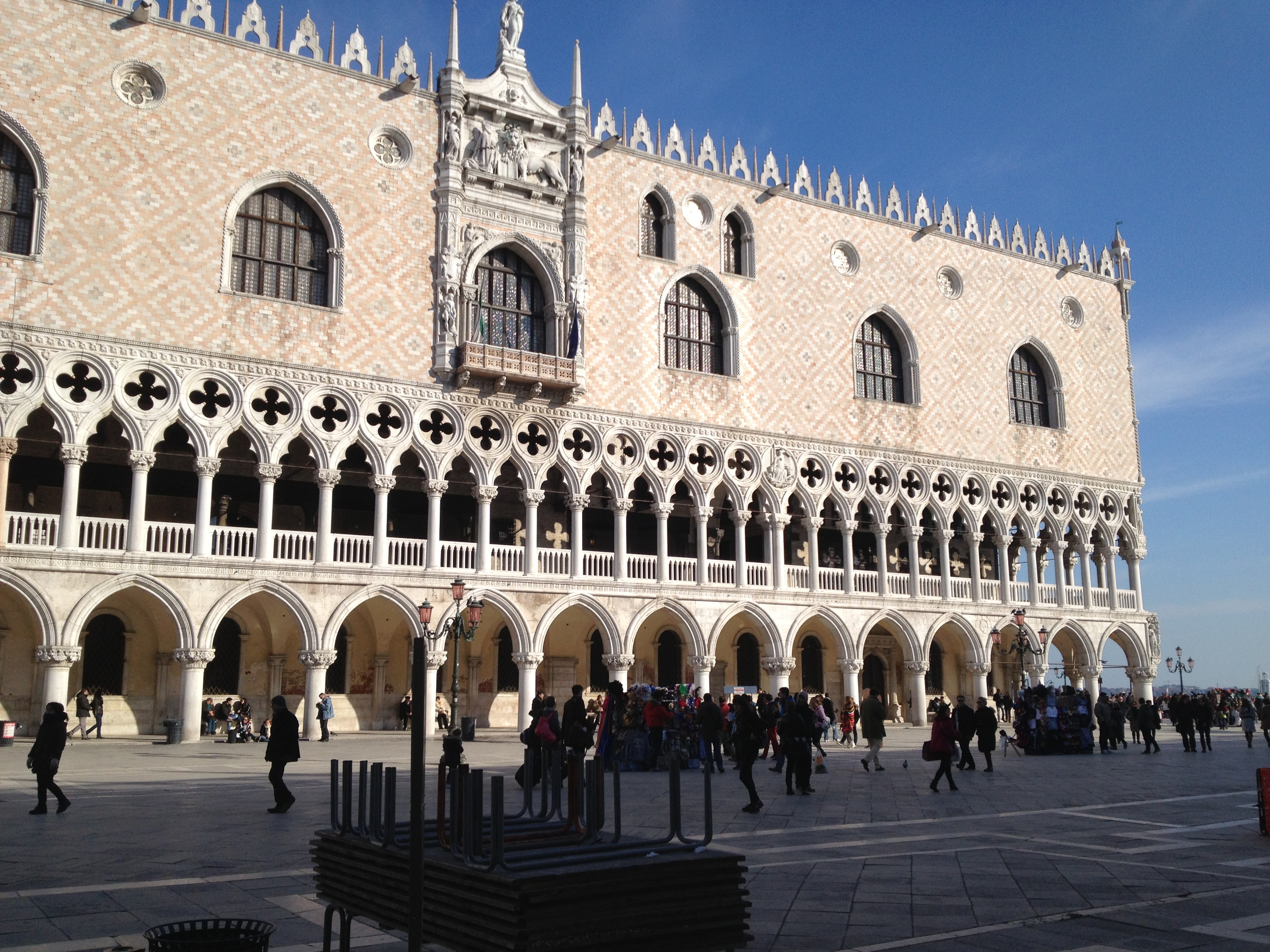
Le Palais des doges à Venise.

Jusqu'au XIIe siècle le doge est désigné par l'assemblée du peuple, l'arengo.

### Histoire
Le texte de la promissio ducalis est fixé en 1172. Il établit le mode d'élection du doge qui impose une majorité de voix dans un collège restreint de 40 (puis 41) électeurs.
Celle-ci fait ensuite l'objet de remaniements : en 1192, lors de l'élection d'Enrico Dandolo ; puis en 1229, pour l'élection de Jacopo Tiepolo où, à partir de cette dernière date, l'élection dogale est soumise à l'examen du Conseil des Cinq correcteurs.

### Système de 1268
Puis une nouvelle réforme est mise en place en 1268, pour l'élection de Lorenzo Tiepolo. Celle-ci, d'une complexité sans égal, restera quasiment inchangée jusqu'à la fin de la République.
Ainsi, les patriciens du Grand Conseil sont les premiers à entrer en lice, pourvu qu'ils aient plus de trente ans. Ils défilent devant le « ballotino », un enfant âgé de dix ans environ, qui leur remet à chacun une boule, retirée d'une urne. Trente boules sont en or, les autres sont de banales billes de cuivre. Sitôt qu'un candidat électeur se trouve pourvu d'une boule d'or, les huissiers crient son nom, invitant de la sorte tous les membres de sa famille à quitter la Salle, car, durant le scrutin, aucun lien de parenté ne peut exister entre deux membres désignés.
Un nouveau tirage au sort réduit alors le nombre d'électeurs à neuf, lesquels, à leur tour, proposent 40 autres noms. Le vote, cette fois, a lieu par bulletin. Pour être confirmé, chacun des quarante élus doit obtenir 7 des 9 voix. Nouveau suffrage, nouvelle réduction : les 40 passent à 12, qui en élisent 25 autres, qui seront à nouveau réduits à 9. Ceux-ci en désignent 45, ramenés à 11 par un ultime tirage au sort selon le mécanisme des boules d’or. Le « ballotino » est toujours là qui les compte à l'aide d'une petite main en bois. Ces onze ne seront pas ceux qui éliront le doge. Car il faut encore passer par le nombre 41, quarante-et-un privilégiés dont les noms ne peuvent figurer dans aucun des choix précédents.
Cette fois, Venise tient son conclave. Celui-ci va pouvoir désigner le doge, opération qui durera le temps nécessaire. Comme il faut au candidat une majorité d'au moins vingt-cinq des quarante-et-une voix, les scrutins sont nombreux. Par exemple : si un seul a suffi pour désigner Pietro Grimani en 1741, il en faudra soixante-huit pour consacrer Carlo Contarini en 1655.
Dès son élection le doge est présenté au peuple dans la basilique Saint-Marc par le plus ancien des 41.
En 1501, la « promissio » est lue tous les ans au doge régnant. En 1646, la dogaresse est interdite de couronnement. Au cours du XVIIe siècle, les membres de la famille du doge se voient interdire les magistratures ou les ambassades.

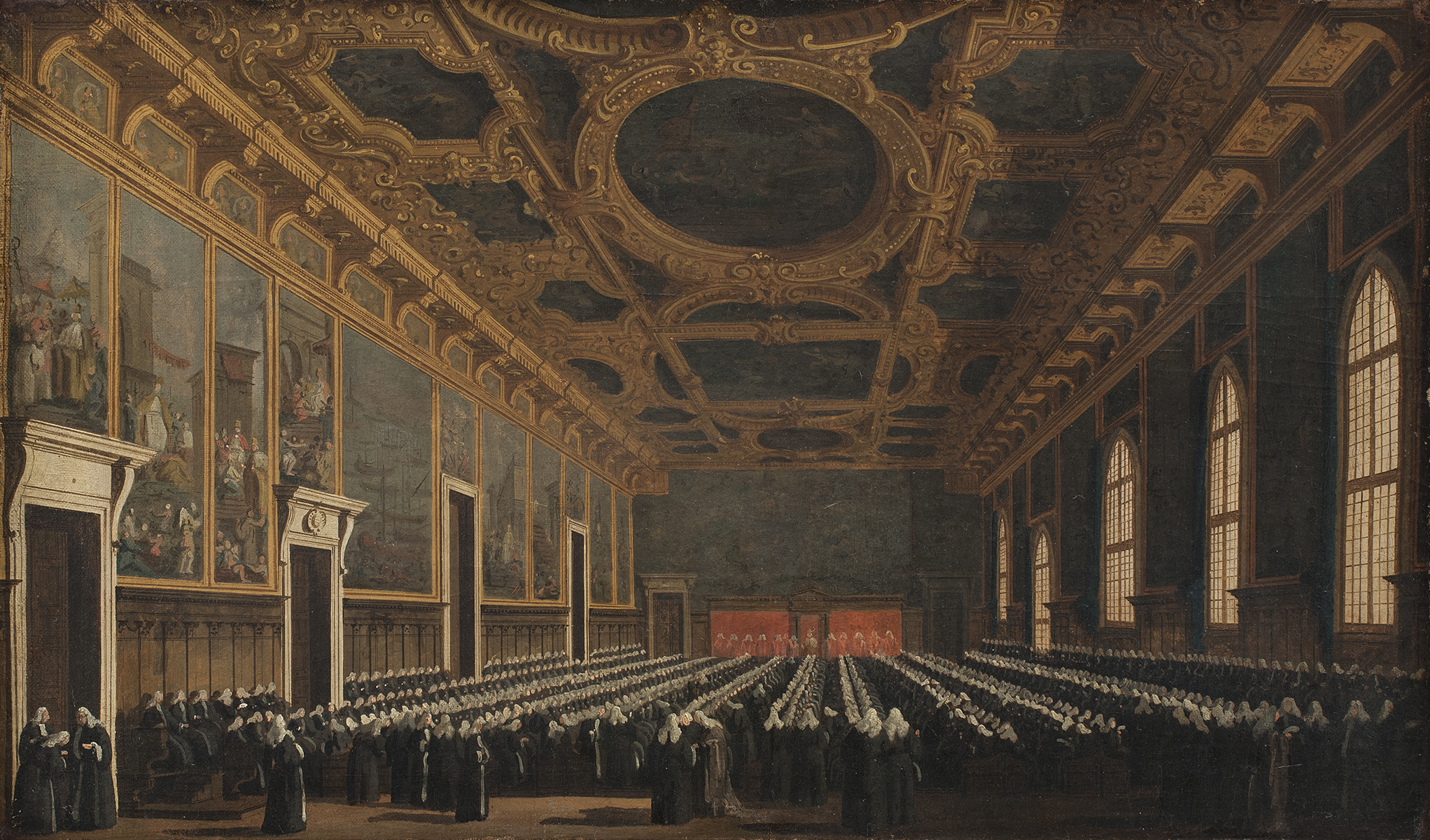
Le Doge et le grand conseil vers 1763. Canaletto, Statens Museum for Kunst[1].
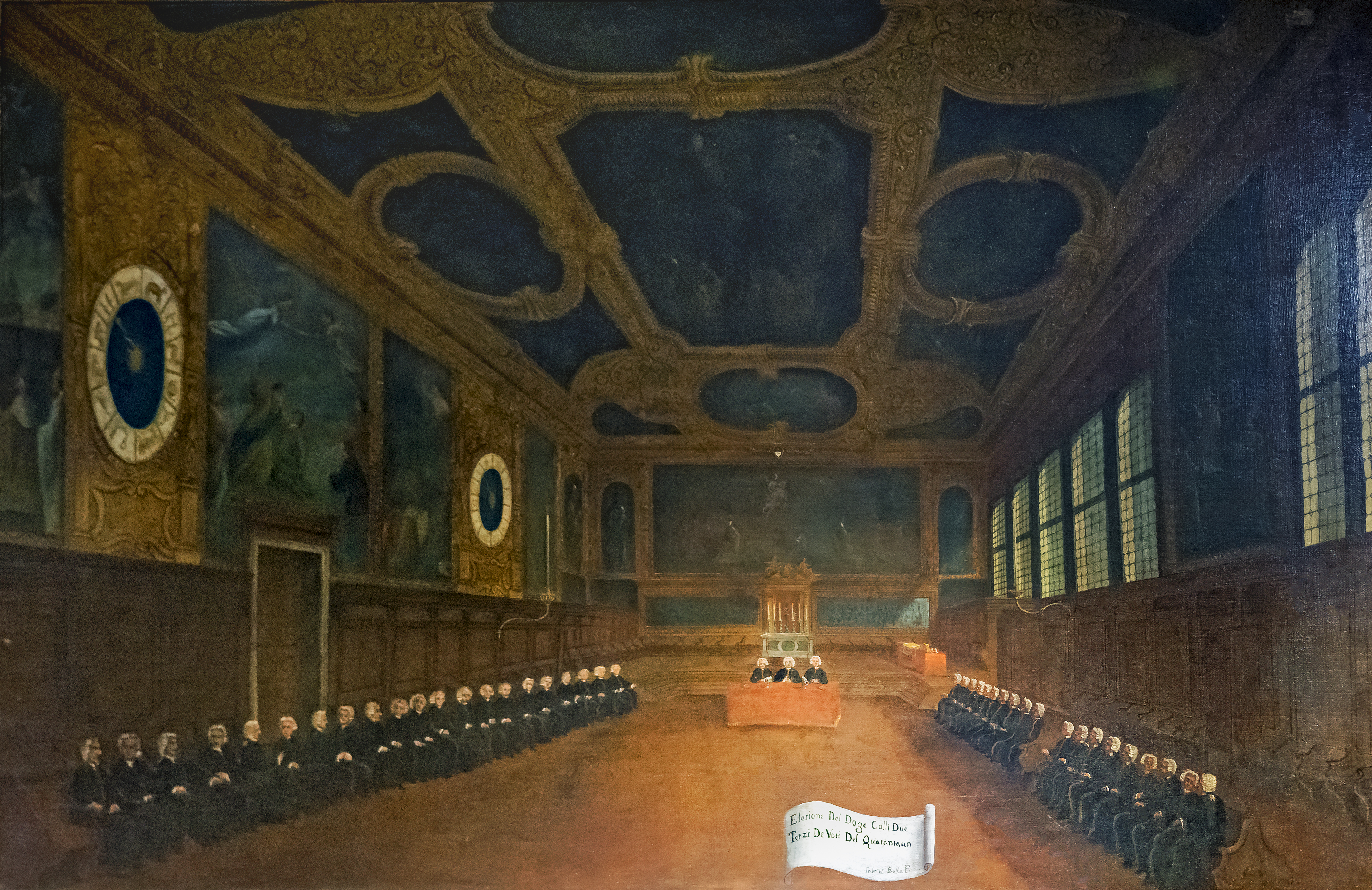
L’élection par les 41. Gabriele Bella, Pinacoteca Querini Stampalia.
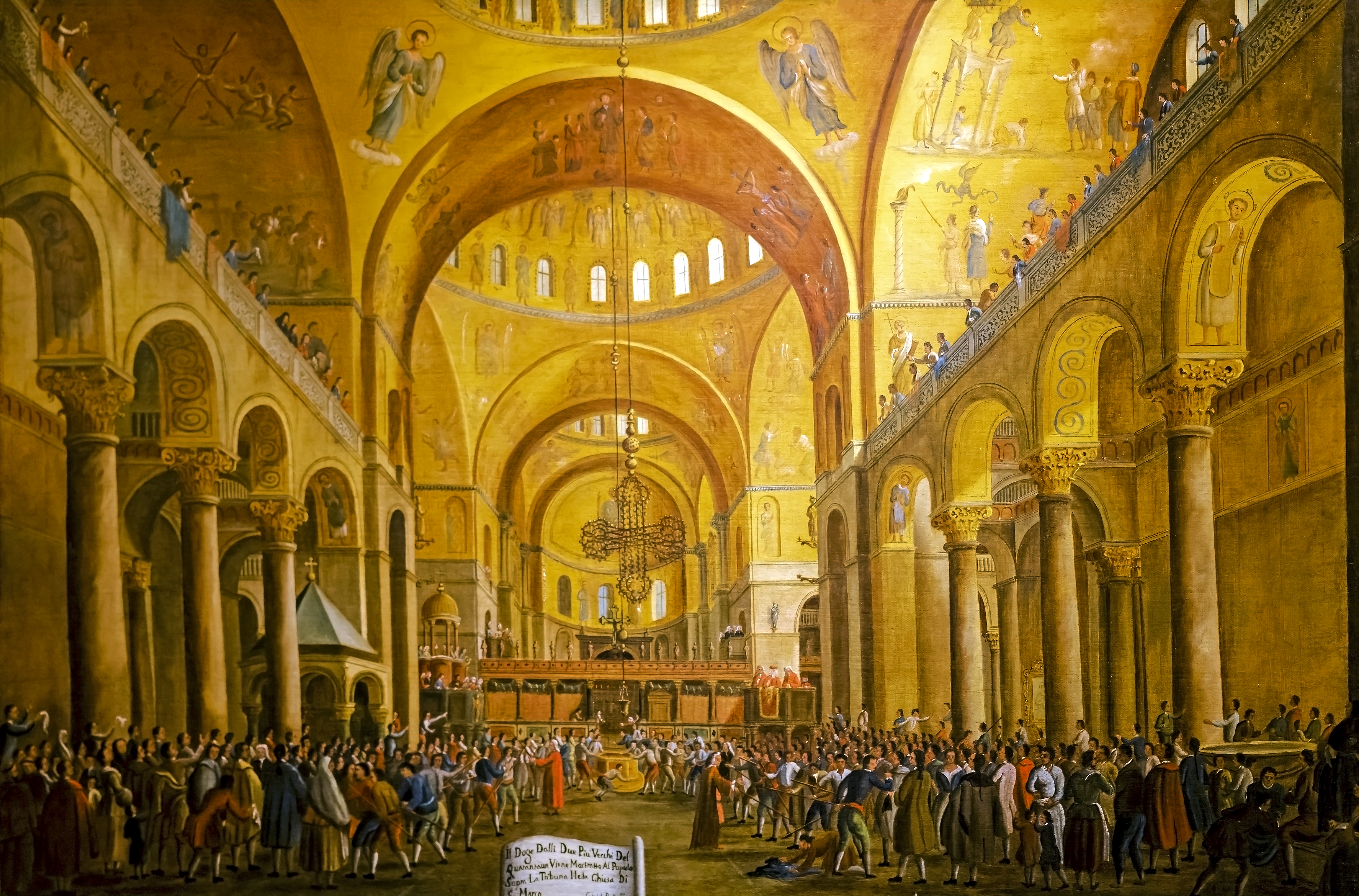
Le doge est présenté au peuple dans la basilique St Marc par le plus ancien des 41. Gabriele Bella,  Pinacoteca Querini Stampalia.

## Prérogatives

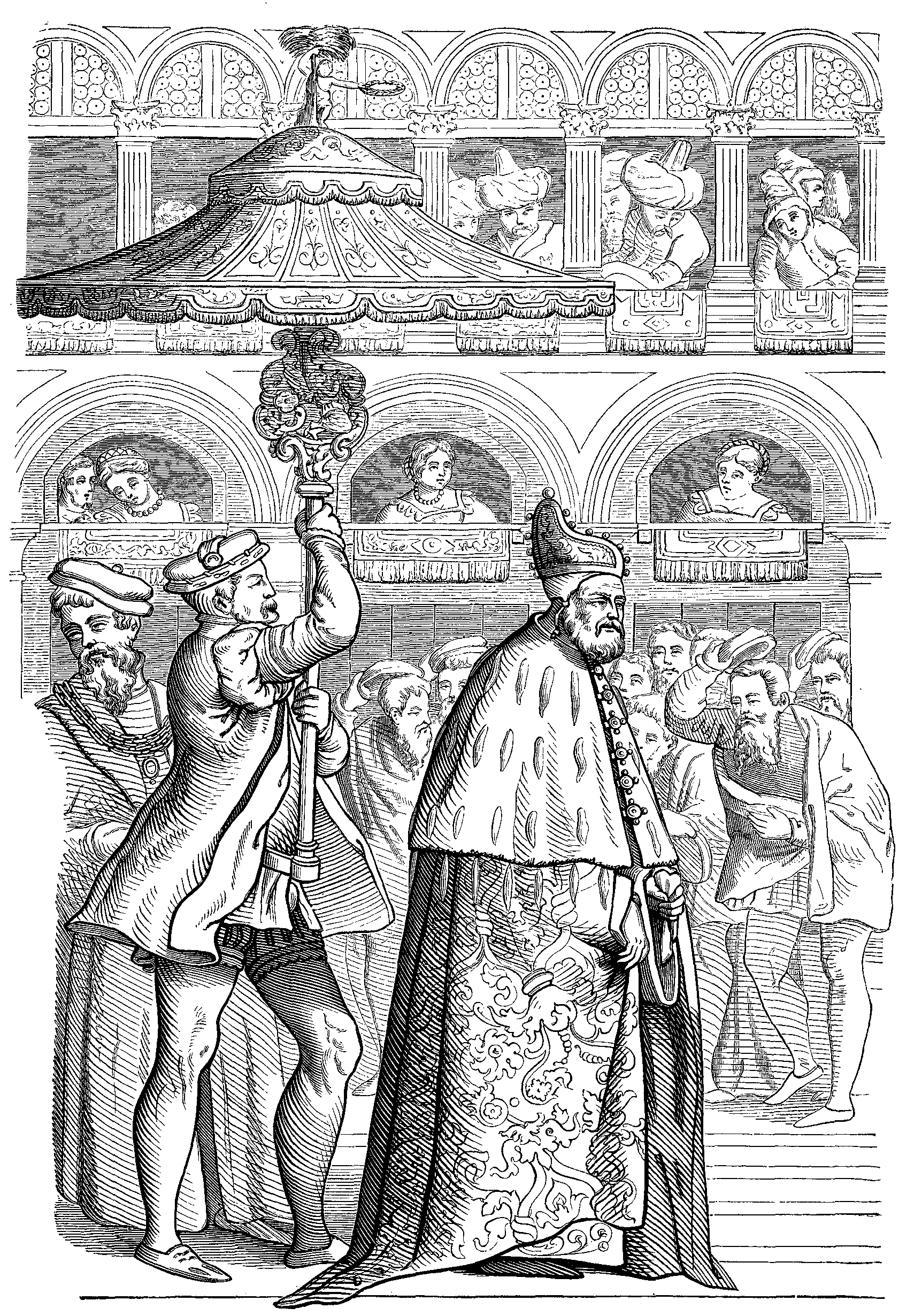
Procession solennelle du doge de Venise (d'après une image du XVIe siècle).

Le doge est le premier magistrat de la République, l'incarnation de la majesté de l'État dont il est le premier serviteur.
Ses attributs sont le dais et la pourpre, souvenir de l'Empire byzantin.
Ses habits sont somptueux, son manteau est fait d'hermine et de brocart, lamé d'or, d'argent ou de soie écarlate, ou encore la couronne adjointe en 1173 au bonnet dogal, la corne ducale (ou zoia), qui témoignent de son pouvoir. Une fois l'an, le jour de Pâques, il est de nouveau coiffé de la zoia de cérémonie. Les autres jours, il porte la corne ordinaire.
Transformé en sorte d'idole majestueuse, courtisée, le « Prince Sérénissime » perdra dans l'aventure du dogat une grande part de son patrimoine, investi essentiellement en apparat[réf. souhaitée].
Un doge n'a pas le droit d'abdiquer. Il doit dissimuler ses armoiries, il ne peut accepter de présents ni quitter son palais sans motif officiel. Le café, le théâtre lui sont défendus. S'il désire se retirer hors de Venise, ce n'est qu'avec la permission de ses conseillers.
Il est tenu d'offrir cinq fois l'an un fastueux banquet sur sa bourse personnelle.
Néanmoins, les Vénitiens n'ont cessé de limiter son pouvoir. Ceci se fait d'abord par le biais de la « promissio ducalis », véritable charte jurée par le doge lors de son entrée en fonction.
Chaque année, le jour de l'Ascension, est célébré le mariage du doge avec la mer sur le Bucentaure, ce qui a inspiré à Du Bellay un sonnet célèbre, cruel et sans doute injuste sur Venise et ses doges, se terminant ainsi :

« Mais ce que l'on en doit le meilleur estimer,

C'est quand ces vieux cocus vont épouser la mer,

Dont ils sont les maris et le Turc l'adultère. »

## Titulature
Le premier titre du doge fut d'abord, au IXe siècle, dux Veneciarum (« chef des Vénitiens »), dux Croatorum (« chef des Croates »), dux Dalmatinorum (« chef des Dalmates »), totius Istriæ dominator (« souverain de toute l'Istrie »), dominator Marchiæ (« souverain des Marches »), traduisant leur domination sur l'Adriatique. En 1095, l'épitaphe du doge Vitale Faliero de' Doni le proclamait même rex et corrector legum (« roi et promulgateur des lois »).
Au début du XIIIe siècle, après la fondation de l'Empire latin de Constantinople, les doges portèrent en sus le titre de dominator quarte et dimidie partis totius Imperii Romanie (« souverain d'un quart et demi de l'Empire romain »).
Ces titres furent portés jusqu'en 1358 : selon les clauses du traité de Zara conclu avec le roi de Hongrie, Giovanni Delfino dut alors les abandonner ; lui et ses successeurs furent par la suite plus simplement désignés comme dux Veneciarum « etc. », jusqu'à la fin de la République.